# Buitreraptor
Buitreraptor ("lupič z La Buitrera") byl rod menšího unenlagidního teropodního dinosaura, který žil před asi 94 miliony let (pozdní křída, věk cenoman až turon) na území dnešní argentinské Patagonie. Tento rod patří do podčeledi Unenlagiinae, specializovaných a relativně štíhlých a agilních teropodních dravců.

## Objev a popis
Fosilie tohoto dinosaura byly objeveny v roce 2004 v sedimentech geologického souvrství Candeleros, pocházejících z přelomu geologických stupňů cenoman a turon, což odpovídá stáří zhruba 94 milionů let. Holotyp nese označení MPCA 245 a jde o poměrně kompletní kostru s lebkou. Je známo ještě několik dalších exemplářů. Formálně byl B. gonzalezorum popsán Peterem J. Makovickym a dvěma jeho kolegy v roce 2005.

## Popis
Buitreraptor byl zřejmě opeřený a dosahoval délky kolem 1,3 metru. Jeho hmotnost se však pohybovala pouze zhruba kolem 3 kilogramů. Šlo o agilního predátora, lovícího zřejmě menší druhy obratlovců. Tělo buitreraptora bylo velmi štíhlé, stejně jako lebka, která byla nízká a protáhlá. Neobvyklá byla například také stavba jeho zubů.

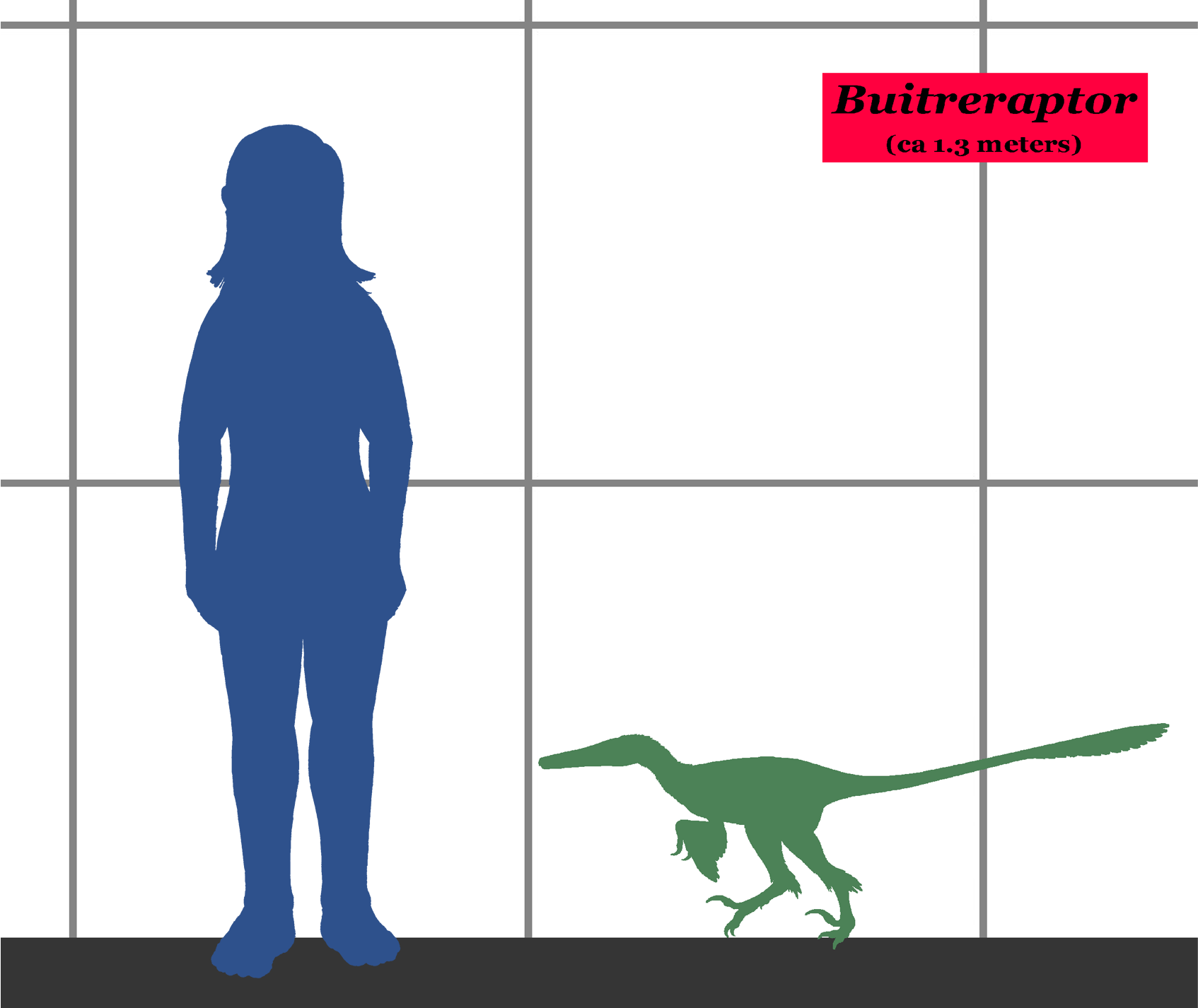
Velikostní srovnání buitreraptora s člověkem.

## Klasifikace
Buitreraptor patřil do podčeledi Unenlagiinae v rámci čeledi Unenlagiidae, blízce příbuznými rody mu byly například Rahonavis, Austroraptor a Unenlagia.